# Andriashevia
Andriashevia is een monotypisch geslacht van straalvinnige vissen uit de familie van puitalen (Zoarcidae).

## Soort
- Andriashevia aptera Fedorov & Neyelov, 1978